# Hiroi Tomonobu
Tomonobu Hiroi (廣井 友信 Hiroi Tomobu, sinh ngày 11 tháng 1 năm 1985 ở Hino, Tokyo) là một cầu thủ bóng đá người Nhật Bản hiện tại thi đấu cho đội bóng ở J2 League Zweigen Kanazawa.

## Sự nghiệp
Anh tốt nghiệp Đại học Komazawa năm 2006, Hiori ký bản hợp đồng chuyên nghiệp năm sau đó, nhưng chưa bao giờ góp mặt ở đội một thường xuyên.

## Thống kê sự nghiệp câu lạc bộ
Cập nhật đến ngày 23 tháng 2 năm 2018.
| Thành tích câu lạc bộ | Thành tích câu lạc bộ | Thành tích câu lạc bộ | Giải vô địch | Giải vô địch | Cúp                   | Cúp                   | Cúp Liên đoàn | Cúp Liên đoàn | Tổng cộng | Tổng cộng |
| Mùa giải              | Câu lạc bộ            | Giải vô địch          | Số trận      | Bàn thắng    | Số trận               | Bàn thắng             | Số trận       | Bàn thắng     | Số trận   | Bàn thắng |
| Nhật Bản              | Nhật Bản              | Nhật Bản              | Giải vô địch | Giải vô địch | Cúp Hoàng đế Nhật Bản | Cúp Hoàng đế Nhật Bản | J. League Cup | J. League Cup | Tổng cộng | Tổng cộng |
| --------------------- | --------------------- | --------------------- | ------------ | ------------ | --------------------- | --------------------- | ------------- | ------------- | --------- | --------- |
| 2007                  | Shimizu S-Pulse       | J1 League             | 0            | 0            | 0                     | 0                     | 0             | 0             | 0         | 0         |
| 2008                  | Shimizu S-Pulse       | J1 League             | 0            | 0            | 0                     | 0                     | 2             | 0             | 2         | 0         |
| 2009                  | Shimizu S-Pulse       | J1 League             | 1            | 0            | -                     | -                     | 1             | 0             | 2         | 0         |
| 2009                  | Tokyo Verdy           | J2 League             | 7            | 0            | 1                     | 0                     | -             | -             | 8         | 0         |
| 2010                  | Shimizu S-Pulse       | J1 League             | 4            | 0            | 2                     | 0                     | 1             | 0             | 7         | 0         |
| 2011                  | Roasso Kumamoto       | J2 League             | 21           | 0            | 0                     | 0                     | -             | -             | 21        | 0         |
| 2012                  | Roasso Kumamoto       | J2 League             | 36           | 1            | 3                     | 0                     | -             | -             | 39        | 1         |
| 2013                  | Shimizu S-Pulse       | J1 League             | 3            | 0            | 0                     | 0                     | 1             | 0             | 4         | 0         |
| 2014                  | Shimizu S-Pulse       | J1 League             | 6            | 0            | 1                     | 0                     | 2             | 0             | 9         | 0         |
| 2015                  | Zweigen Kanazawa      | J2 League             | 15           | 0            | 0                     | 0                     | –             | –             | 15        | 0         |
| 2016                  | Zweigen Kanazawa      | J2 League             | 31           | 0            | 1                     | 0                     | –             | –             | 32        | 0         |
| 2017                  | Zweigen Kanazawa      | J2 League             | 19           | 1            | 1                     | 0                     | –             | –             | 20        | 1         |
| Tổng cộng sự nghiệp   | Tổng cộng sự nghiệp   | Tổng cộng sự nghiệp   | 143          | 2            | 8                     | 0                     | 7             | 0             | 159       | 2         |